# Distretto di Ouled Fares
Il distretto di Ouled Fares è un distretto della provincia di Chlef, in Algeria, con capoluogo Ouled Fares.

## Comuni
Il distretto di Ouled Fares comprende tre comuni:
- Ouled Fares
- Chettia
- Labiod Medjadja